# Bamberger Kreuzweg

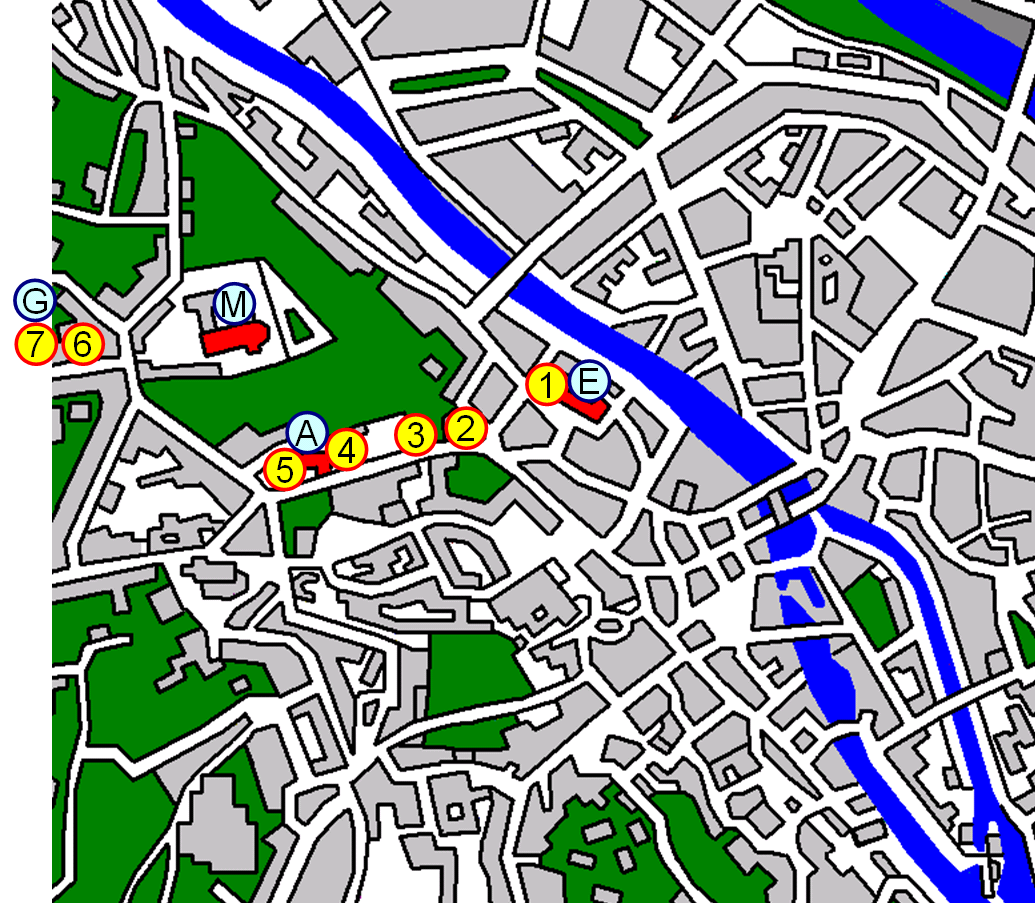
E = Elisabethenkirche
A = Aufseesianum
M = Michelsberg
G = St. Getreu

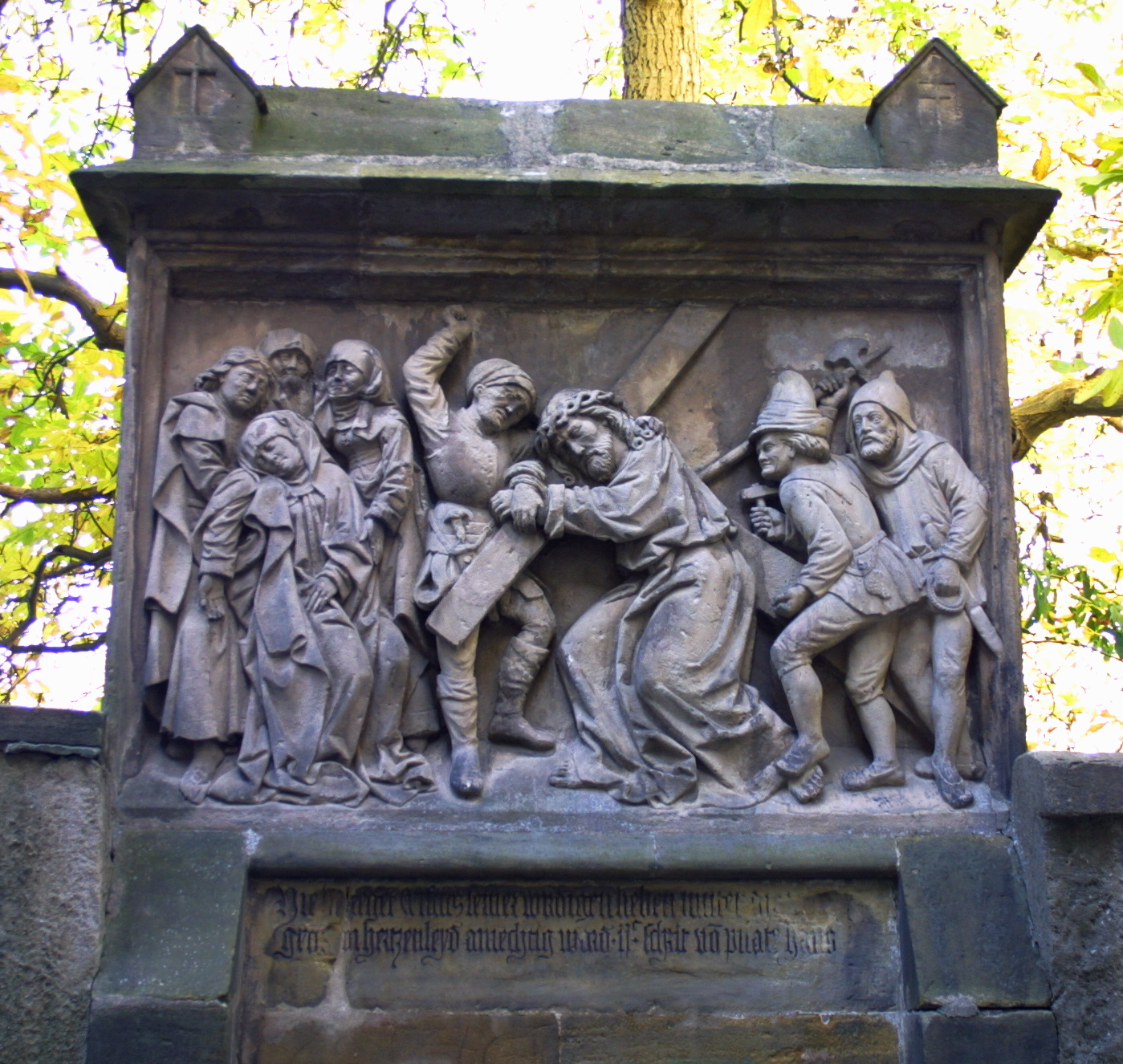
Bamberger Kreuzweg 2. Station

Der Bamberger Kreuzweg aus dem Jahr 1503 ist der älteste vollständig erhaltene Kreuzweg in Deutschland.

## Geschichte
Der Bamberger Kreuzweg geht auf Stiftungen des Ritters Heinrich Marschalk von Ebneth zu Rauheneck zurück, der in Beziehungen zur Benediktinerabtei Michelsberg stand.
In den Jahren 1500 und 1503 stiftete Marschalk von Rauheneck Freitagsmessen in der Elisabethkapelle und in der Propsteikirche St. Getreu. Wohl in diese Zeit fällt die Bildhauerarbeit des Kreuzwegs durch einen nicht bekannten Bildhauer. Möglicherweise war es der Meister des an der Oberen Pfarre 1502 angebauten Ölbergs.
1519 vermachte Heinrich Marschalk von Rauheneck einen Jahreszins von fünf Gulden zur Erhaltung der Figuren vom Sandtor zu St. Getreu. Damit ist anzunehmen, dass er auch der Stifter des Kreuzwegs ist. Heinrich Marschalk von Rauheneck stiftete den von Adam Kraft gestalteten Nürnberger Kreuzweg, von dem nicht alle Stationen erhalten sind.
Nach der letzten Restaurierung des Bamberger Kreuzwegs im Jahr 1975 durch Hermann Leitherer stellte dieser die These auf, dass der sitzende Soldat in der letzten Station vor St. Getreu ein Selbstbildnis des Bildhauers ist.
Zahlreiche Erhaltungsmaßnahmen im Lauf der Jahrhunderte verwischten den Originalzustand. Schon im Bauernkrieg des Jahres 1525 wurde der Kreuzweg stark beschädigt.
Dazu kommt noch, dass ein sogenannter „Nasenchirurg“ bei der Restaurierung des Jahres 1907 den Figuren Einheitsnasen gab.

## Beschreibung
Der Kreuzweg führt in sieben Stationen von der Spitalkirche St. Elisabeth bis zur Propsteikirche St. Getreu und sollte den Gläubigen den Leidensweg Christi in Jerusalem nachempfinden lassen. Bei den ersten spätmittelalterlichen Kreuzwegen war es üblich, die Entfernungen zwischen den einzelnen Stationen der Via Dolorosa in Jerusalem auf örtliche Verhältnisse zu übertragen, um den Gläubigen das Nachschreiten des Leidensweges im Gebet zu ermöglichen. Ob der Stifter bei einer Wallfahrt in Jerusalem die Zahl der Schritte zwischen den einzelnen Stationen aufgeschrieben oder sonst woher genommen hat, ist nicht bekannt. Auf jeder Station ist die Entfernung vom Pilatushaus in Schritten eingraviert.

### Stationen
Von den traditionellen 14 Stationen (siehe Kreuzweg) sind in Bamberg nur neun ausgeführt.
| Station | Nr. hier   | Beschreibung                                                         | Bibelstelle                             |
| ------- | ---------- | -------------------------------------------------------------------- | --------------------------------------- |
| 1       | fehlt      | Jesus wird zum Tode verurteilt.                                      | Evangelium nach Matthäus: 27, 22-23.26  |
| 2       | 1. Station | Jesus nimmt das Kreuz auf seine Schultern.                           | Evangelium nach Matthäus: 27, 27-31     |
| 3       | 6. Station | Jesus fällt zum ersten Mal unter dem Kreuz.                          | -                                       |
| 4       | 2. Station | Jesus begegnet seiner Mutter.                                        | -                                       |
| 5       | 3. Station | Simon von Kyrene hilft Jesus das Kreuz tragen.                       | Evangelium nach Matthäus: 27, 32        |
| 6       | 5. Station | Veronika reicht Jesus das Schweißtuch.                               | -                                       |
| 7       | fehlt      | Jesus fällt zum zweiten Mal unter dem Kreuz.                         | -                                       |
| 8       | 4. Station | Jesus begegnet den weinenden Frauen.                                 | Evangelium nach Lukas: 23, 28-31        |
| 9       | fehlt      | Jesus fällt zum dritten Mal unter dem Kreuz                          | -                                       |
| 10      | fehlt      | Jesus wird seiner Kleider beraubt.                                   | Evangelium nach Matthäus: 27, 33-36     |
| 11      | fehlt      | Jesus wird ans Kreuz geschlagen.                                     | Evangelium nach Matthäus: 27, 37-42     |
| 12      | 7. Station | Jesus stirbt am Kreuz.                                               | Evangelium nach Matthäus: 27, 45-50, 54 |
| 13      | 8. Station | Jesus wird vom Kreuz genommen und in den Schoß seiner Mutter gelegt. | Evangelium nach Johannes: 19, 38        |
| 14      | 9. Station | Der Leichnam Jesu wird ins Grab gelegt.                              | Evangelium nach Matthäus: 27, 59-61     |

#### 1. Station: Jesus verlässt das Haus des Pilatus und wird zur Kreuzigung abgeführt

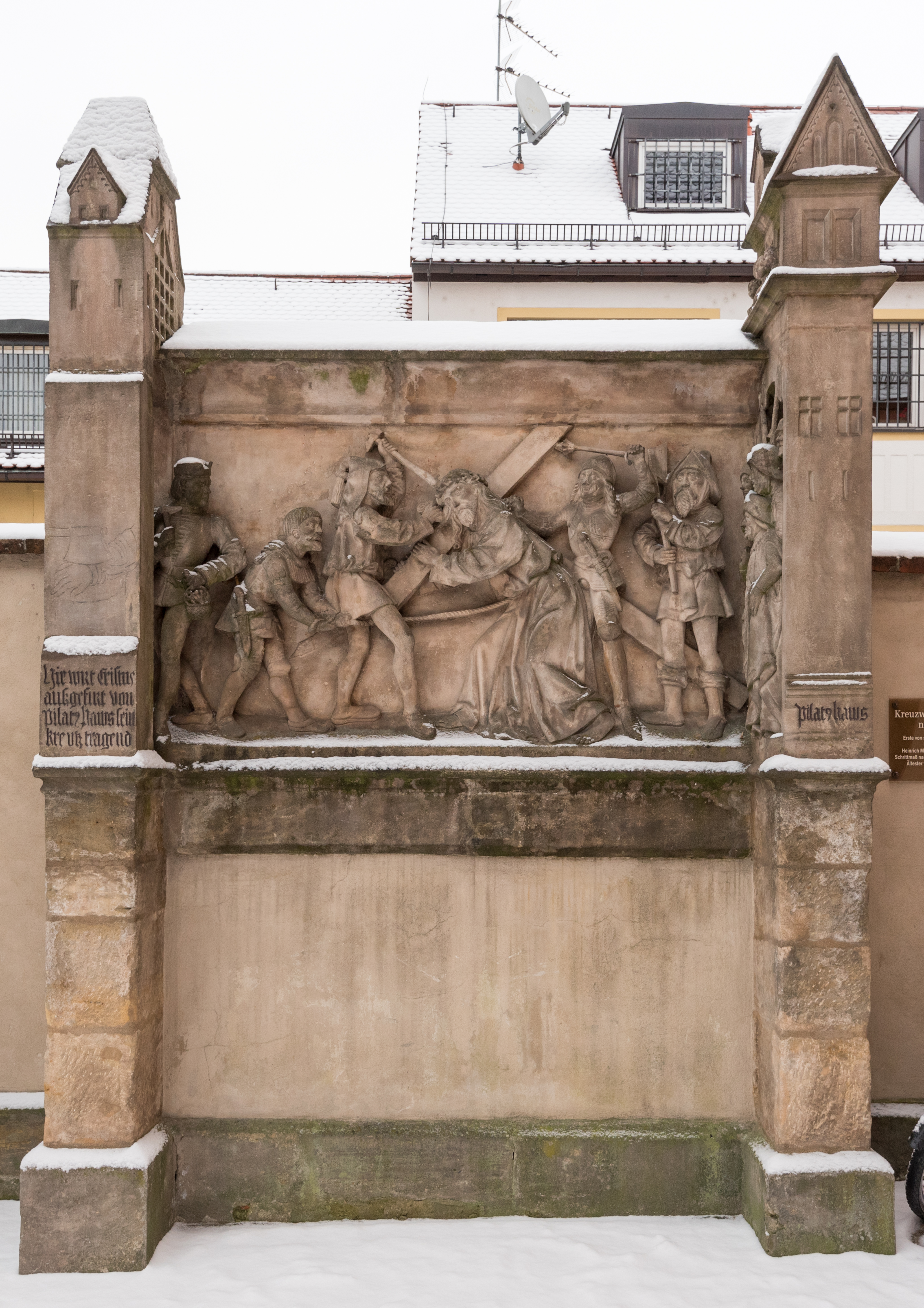
Gesamtansicht
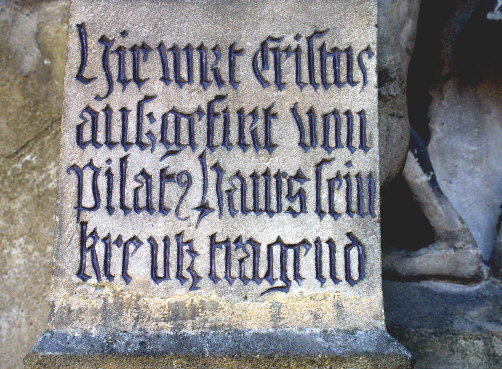
Linker Pfeiler
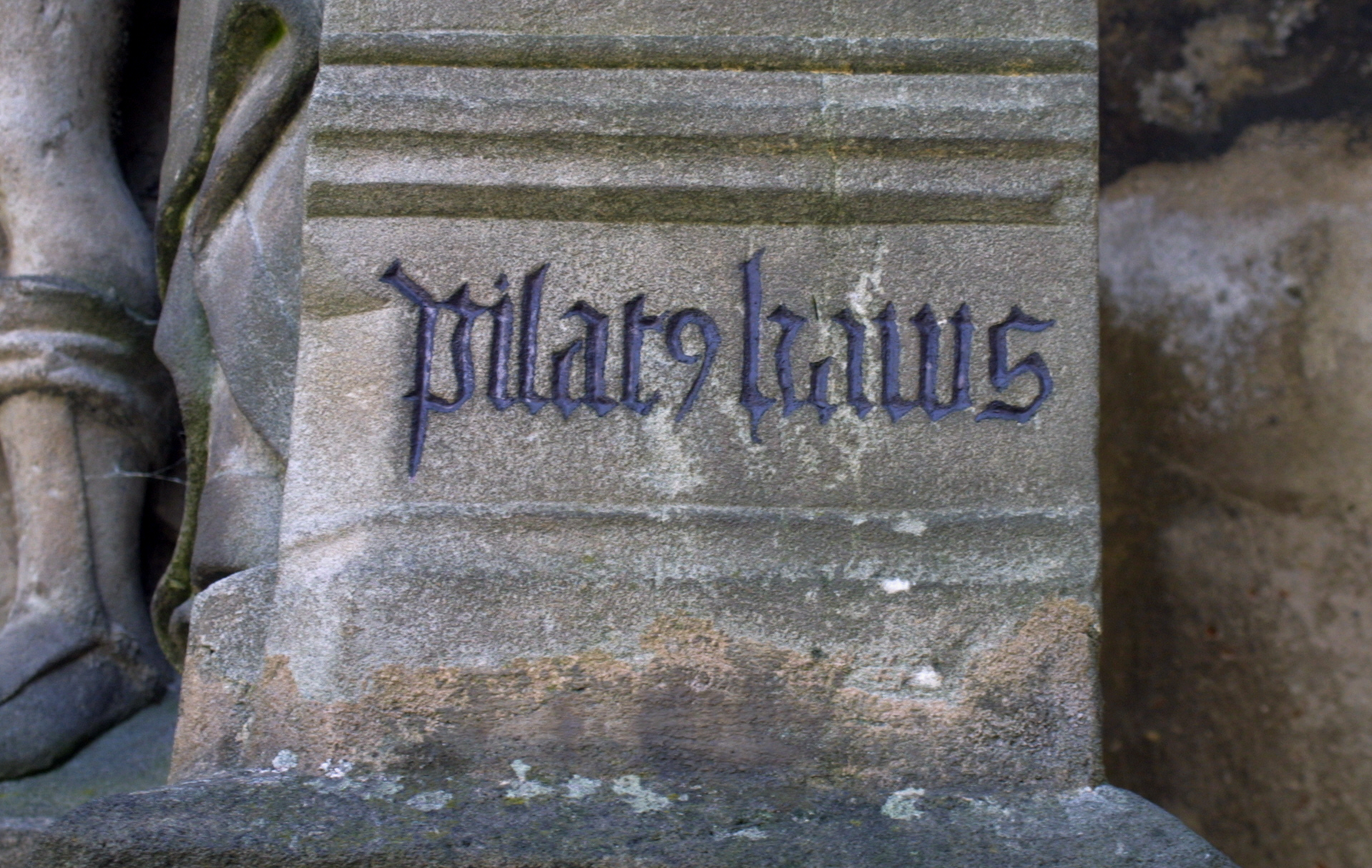
Rechter Pfeiler

- Inschriften
  - linker Pfeiler: „Hir wirt Cristus ausgefirt von Pilatus haws sein kreutz tragend“
  - rechter Pfeiler: „Pilatus haws“ (das „us“ im Namen Pilatus wird jeweils durch eine Abbreviatur dargestellt)
- Standort
  - Sandstraße, neben St. Elisabeth in der Grundstücksmauer der Justizvollzugsanstalt

Die erste Station zeigt, wie Jesus nach seinem Todesurteil zur Kreuzigung abgeführt wird. Im Evangelium nach Johannes (19, 16-17) heißt es: „Er trug sein Kreuz und ging hinaus zur so genannten Schädelstätte, die hebräisch Golgatha heißt.“
Pilatus verfolgt in der Türe seines Hauses interessiert die Szene, hinter ihm drängen sich als Zeichen seiner Macht fünf Soldaten.
Fünf Folterknechte zwingen Jesus, sich das Kreuz aufzuladen. Der erste schaut mit fragendem Blick zurück, ob man endlich zur Hinrichtung schreiten könne. Er trägt einen Hammer sowie einen Korb mit Zange und Nägeln, die Kreuzigungswerkzeuge. Der zweite Folterknecht will an dem Seil zerren, mit dem Jesu angebunden ist, doch ein weiterer Folterknecht grätscht mit den Beinen darüber. Dieser und ein weiterer Mann schlagen auf Jesus ein und ziehen ihn an den Haaren. Als Letzter folgt ein Mann, der ein Beil zum Zuspitzen des Kreuzesbalkens trägt.
Jesus erträgt mit der Dornenkrone auf dem Haupt geduldig und gekrümmt unter der Last des Kreuzes die Anfeindungen.
Das Relief wird auf beiden Seiten von einer symbolischen Stadtarchitektur begrenzt. Der linke Pfeiler stellt ein Stadttor dar. Der rechte Pfeiler bildet das Haus des Pilatus, aus dem dessen Frau mit ihren beiden Töchtern das Geschehen verfolgt.

#### 2. Station: Jesus begegnet seiner weinenden Mutter

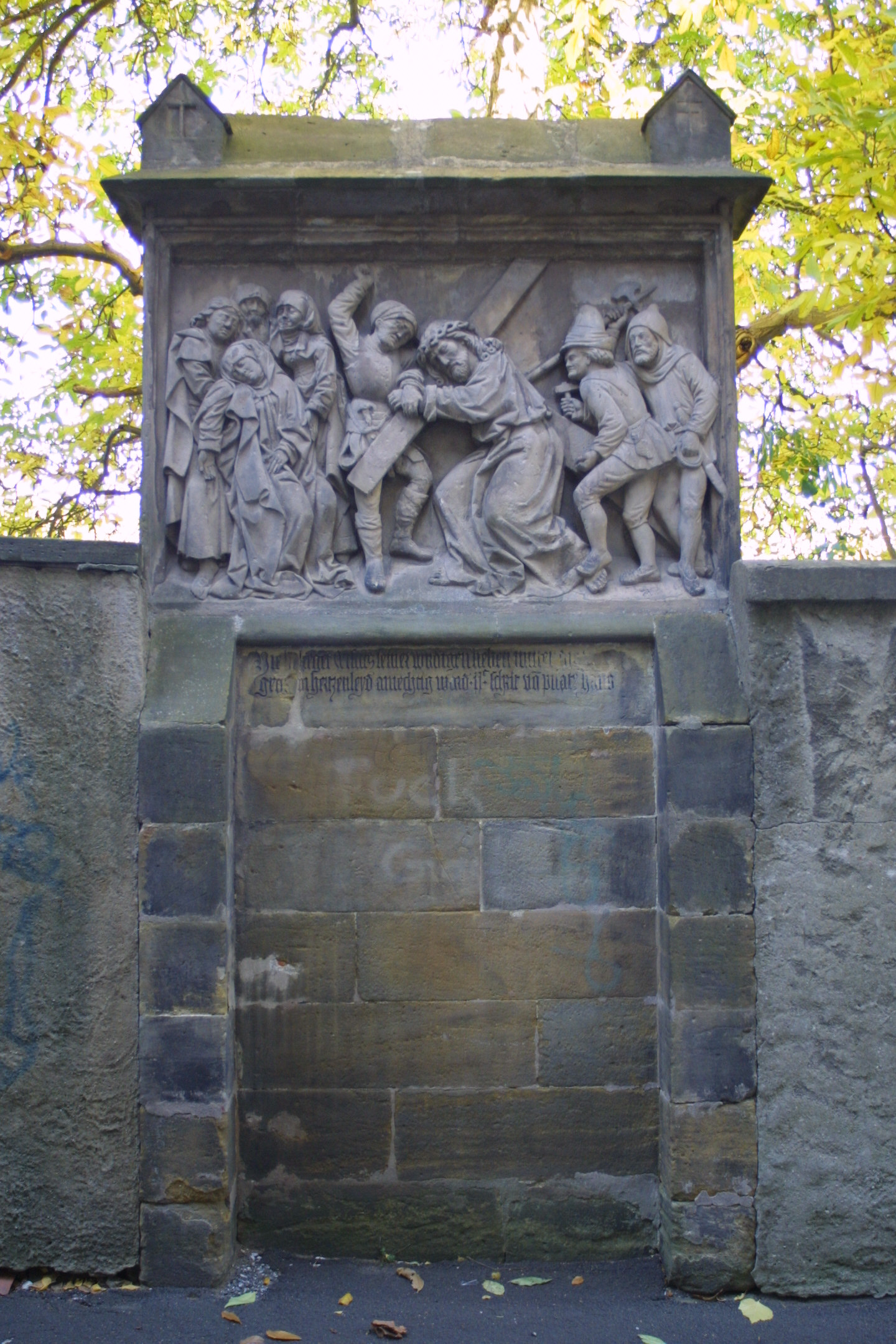
Gesamtansicht
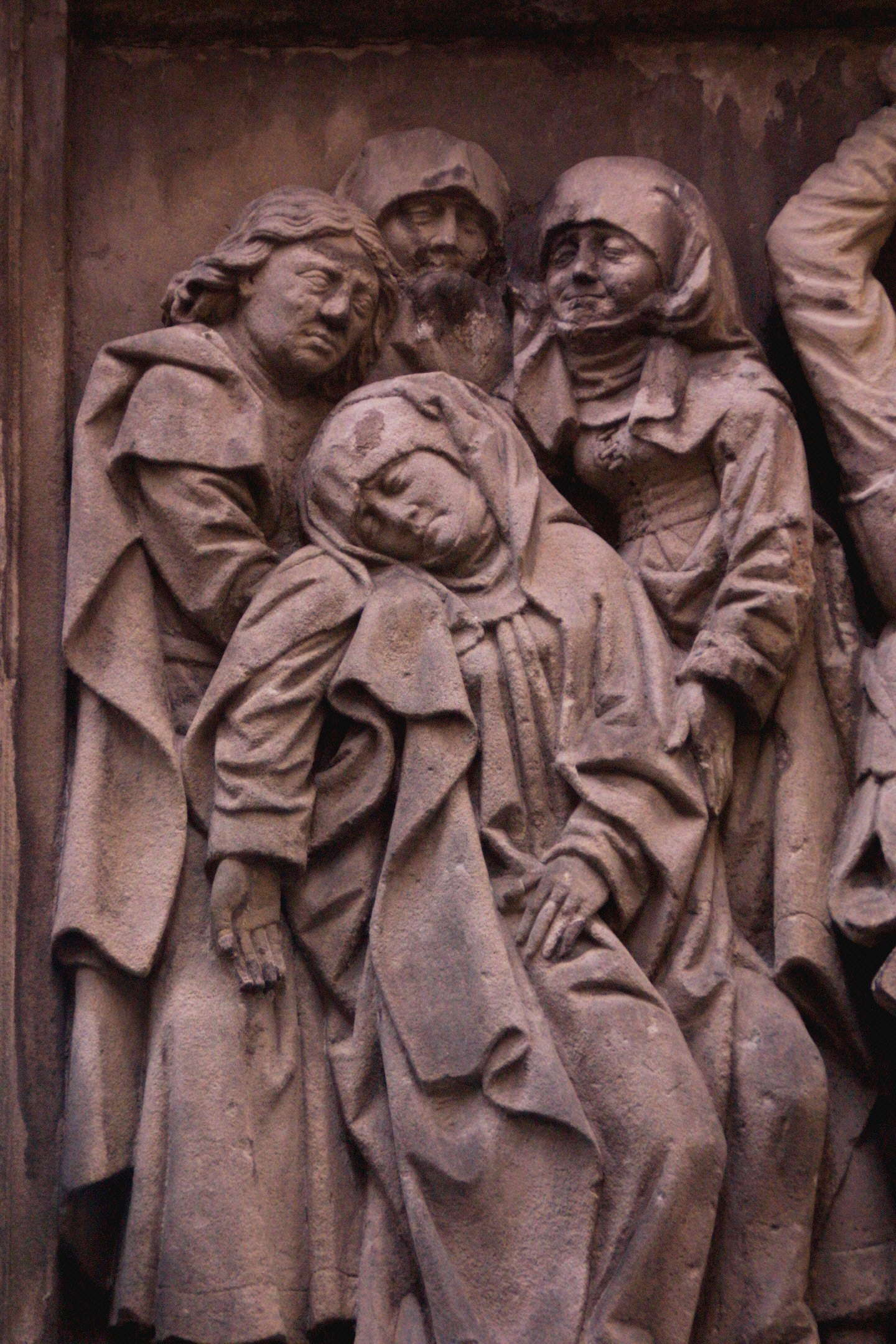
Maria wird ohnmächtig
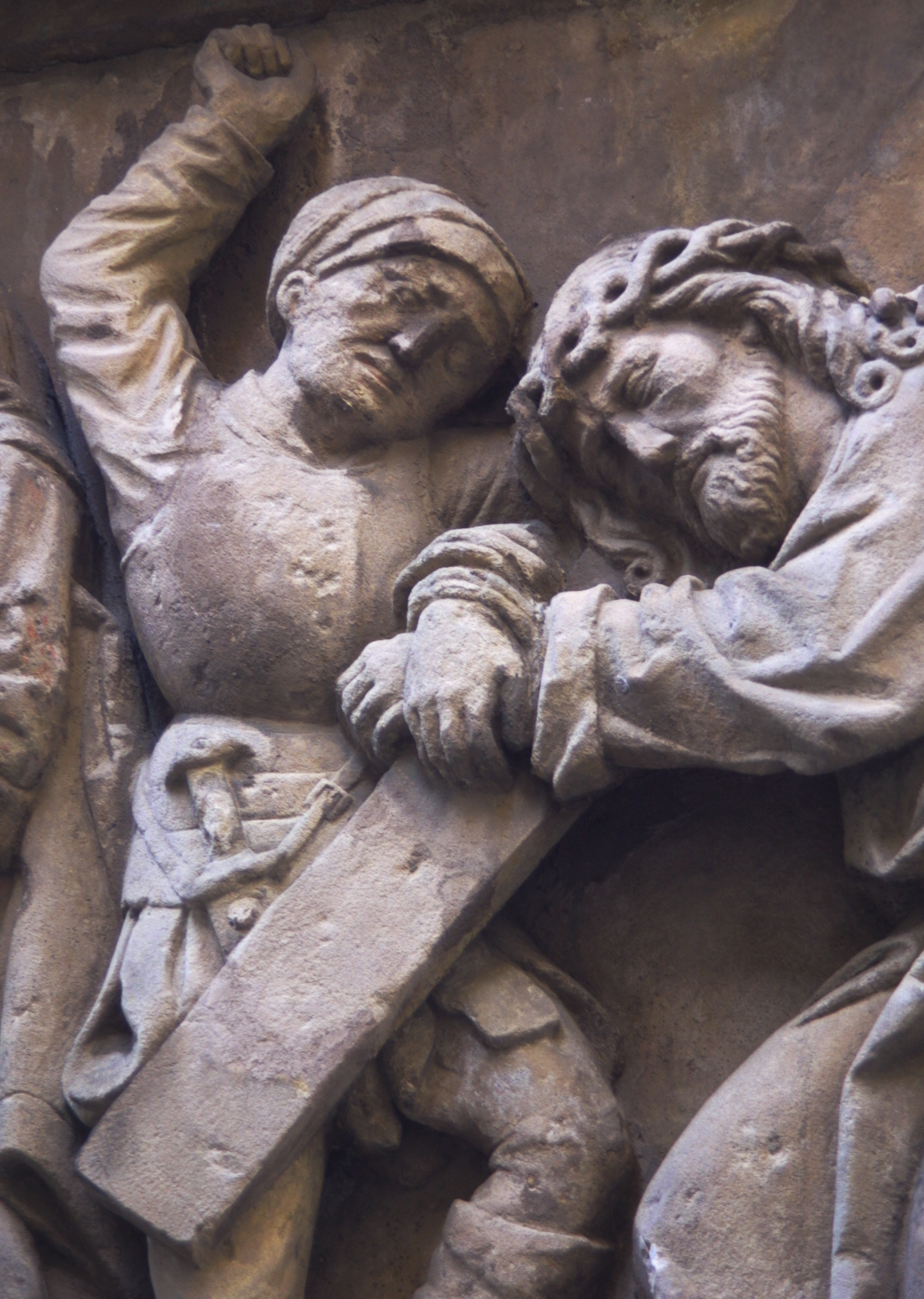
Jesus wird geschlagen

Inschrift:
„Hir begeget Cristus seiner wirdigen lieben muter die vor grosem hertzenleyd amechtig wird. iic. schrit von pilatus haus“
Standort: im unteren Drittel der Aufseßgasse
Maria wird ohnmächtig, als sie ihrem Sohn auf dem Weg zu seiner Hinrichtung begegnet. Nach der Zählung des Kreuzwegs sind es vom "Haus des Pilatus" bis zu dieser Stelle 200 Schritte. Die Entfernungsangabe „iic. schrit“ (200 Schritte) ist mit einer im 16. Jahrhundert verbreiteten Schreibweise der Hunderter-Zahlen geschrieben.
Im apokryphen Nikodemusevangelium wird berichtet, dass Jesus seiner weinenden Mutter begegnet, die daraufhin in Ohnmacht fällt. Hier wird gezeigt, wie sie in Ohnmacht fällt und ihr rechter Arm kraftlos herab hängt. Sie wird dabei von Jesu Lieblingsjünger Johannes und von einer Frau, vermutlich Maria Magdalena, aufgefangen, die beide Jesus besonders nahestanden.
Eine weitere Begleiterin hält sich verzweifelt einen Gewandzipfel vor den Mund.
In der Bildmitte hebt ein Scherge seine Hand zum Schlag gegen Jesus. Der zweite Scherge hält einen Hammer in der rechten Hand. Ein kleines Detail zeigt, wie ein Mann Jesus mit seinem Schuh auf den Fuß tritt, damit er es noch schwerer hat.

#### 3. Station: Simon von Cyrene hilft Jesus das Kreuz tragen

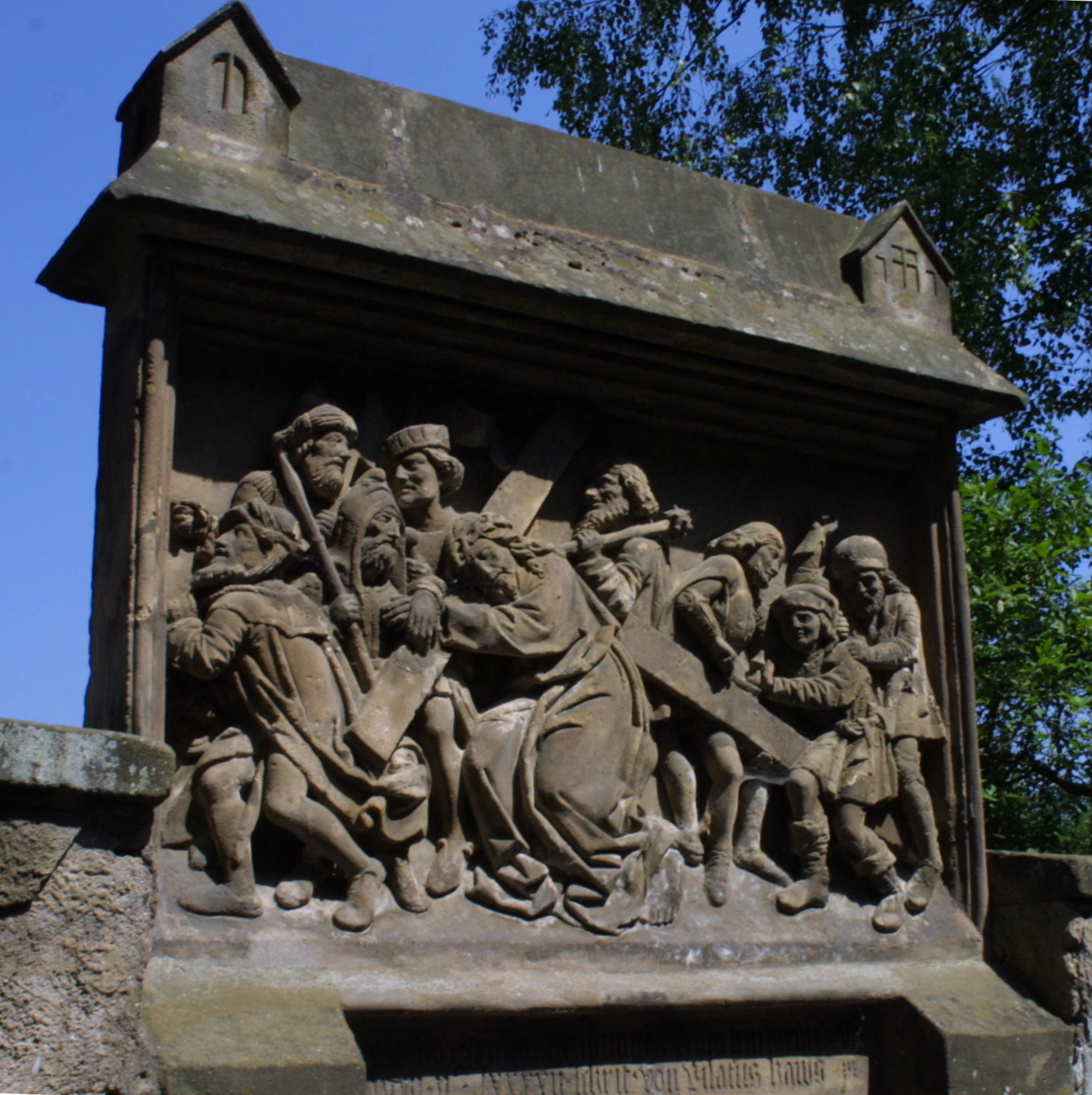
Gesamtansicht
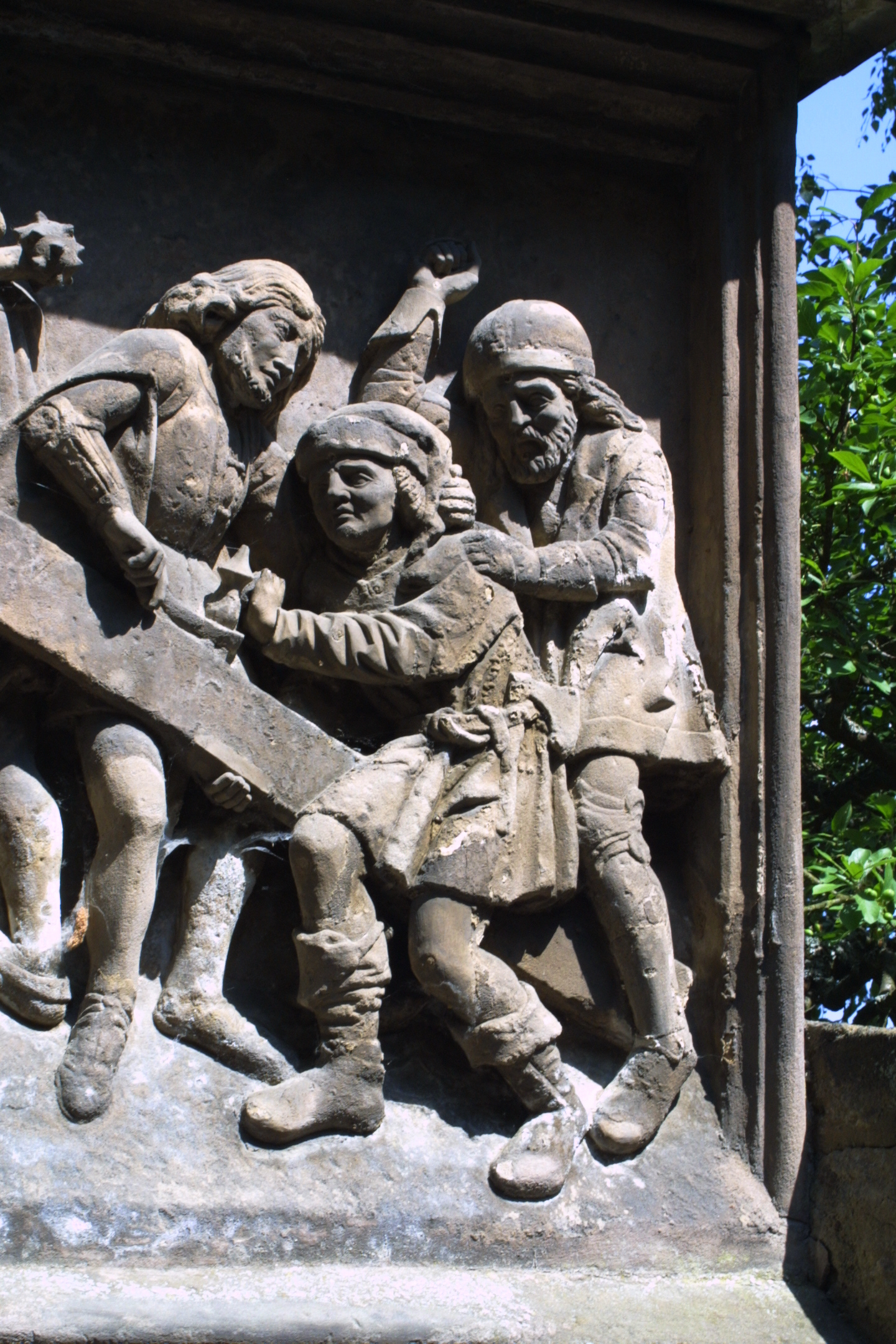
Simon von Cyrene
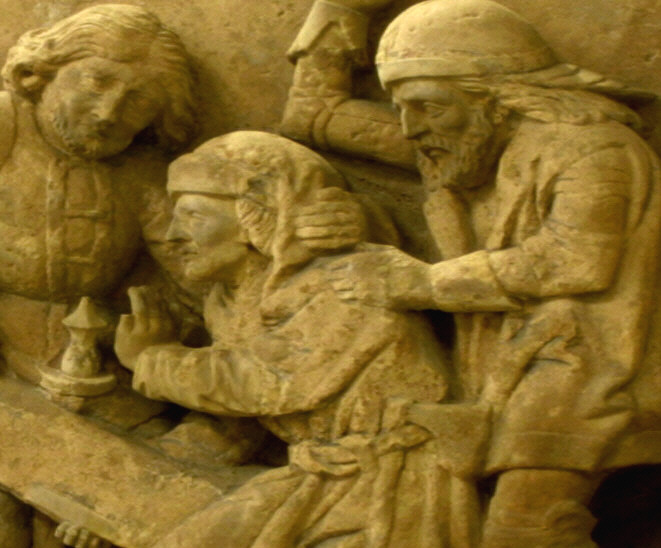
Simon von Cyrene

Inschrift:
„Hir wird Symon gezwungen Cristo sein kreutz helfen tragen. iic lxxxxv. schrit von pilatus haws.“
Standort: Mitte der Aufseßgasse
Der von der Feldarbeit heimkehrende Simon von Kyrene wird gezwungen, Jesus beim Tragen des Kreuzes zu helfen. Mit der rechten Hand trägt der auffällig klein dargestellte Simon den Kreuzbalken, mit der linken wehrt er sich gegen den vor ihm stehenden Schergen, der ihn an der Schulter packt und mit der rechten Faust auf ihn einschlägt.

#### 4. Station: Jesus begegnet den weinenden Frauen von Jerusalem

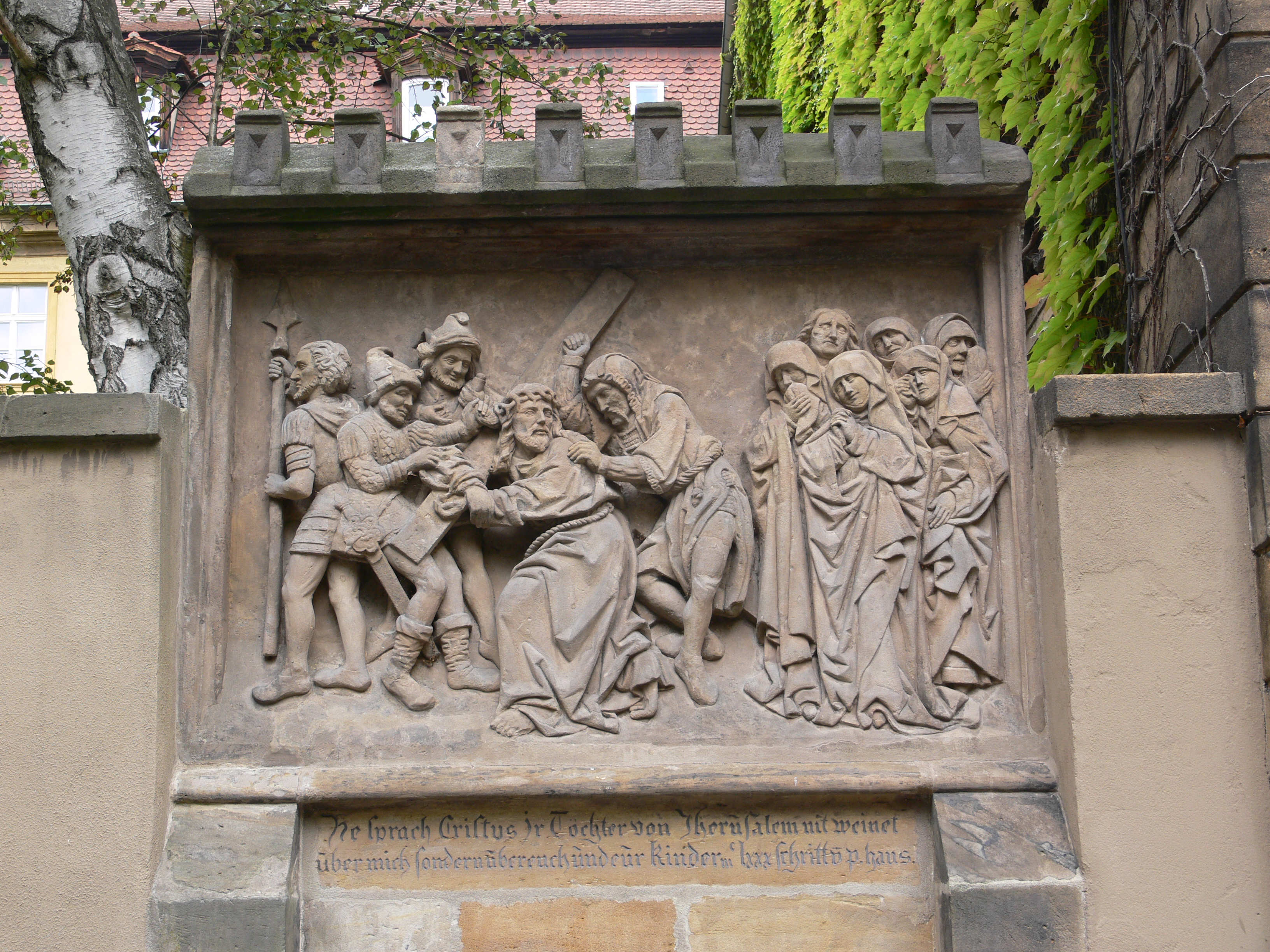
Gesamtansicht
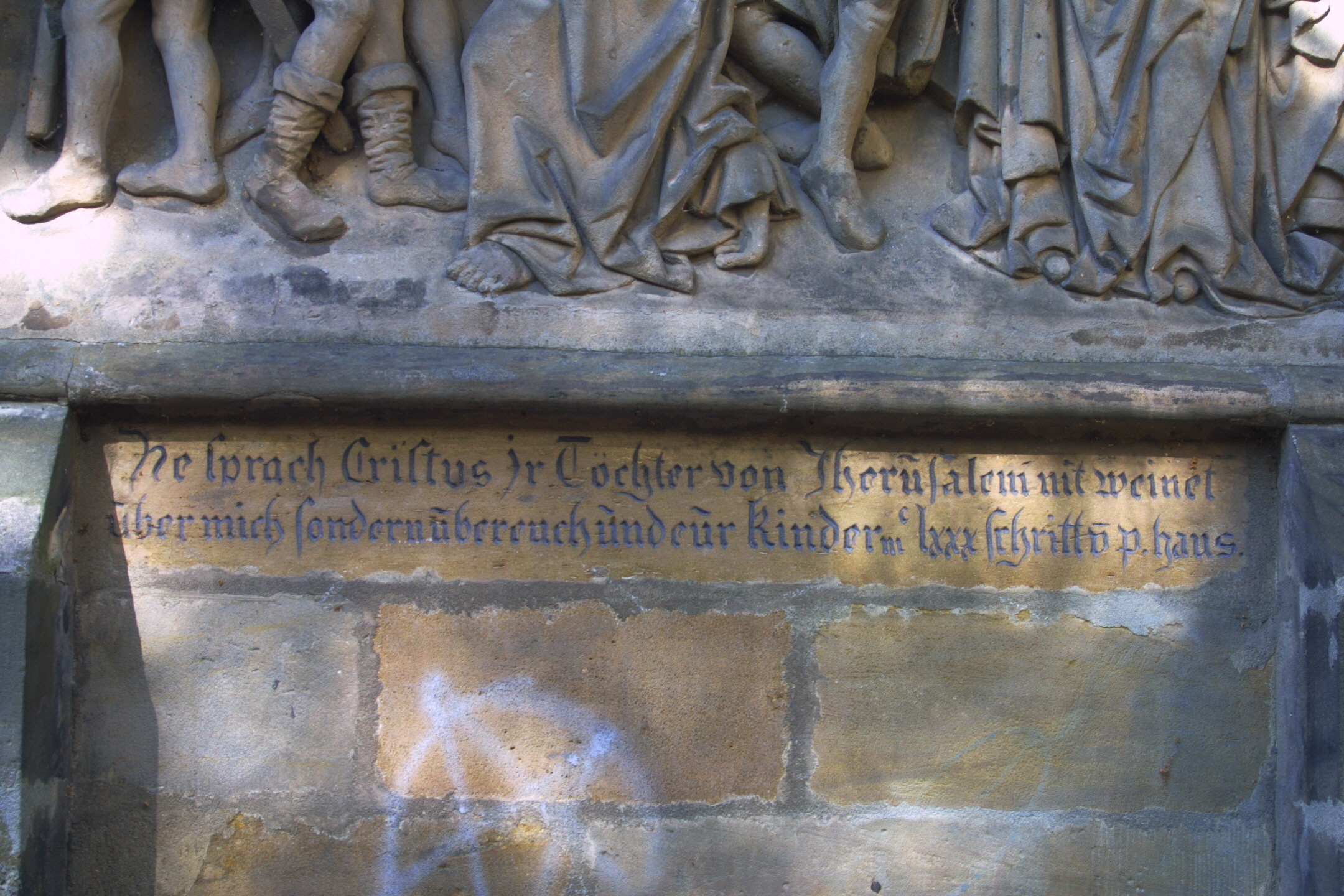
Inschrift

Inschrift:
„He sprach Cristus jr Töchter von Jherusalem nit weinet über mich sondern über euch und eur Kinder. iiic lxxx schritt v[on] p[ilatus] haus.“
Standort: im oberen Drittel der Aufseßgasse
Auf dem Weg nach Golgatha beweinen Jerusalemer Frauen Jesu Schicksal. Jesus wendet sich ihnen zu und fordert sie auf, sich selbst und ihre Kinder zu beweinen. Jesu Miene demonstriert auch in Todesnot sein Interesse am Los seiner Mitmenschen. Drei Frauen trocknen ihre Tränen, während eine vierte die Hände ringt. Diese Frau könnte Jesu Mutter Maria darstellen. Diese Vermutung wird bestätigt durch einen Vergleich mit der zweiten Station. Der dort dargestellte Johannes hat übrigens dieselbe Haartracht und ähnliche Gesichtszüge.

#### 5. Station: Veronika reicht Jesus das Schweißtuch

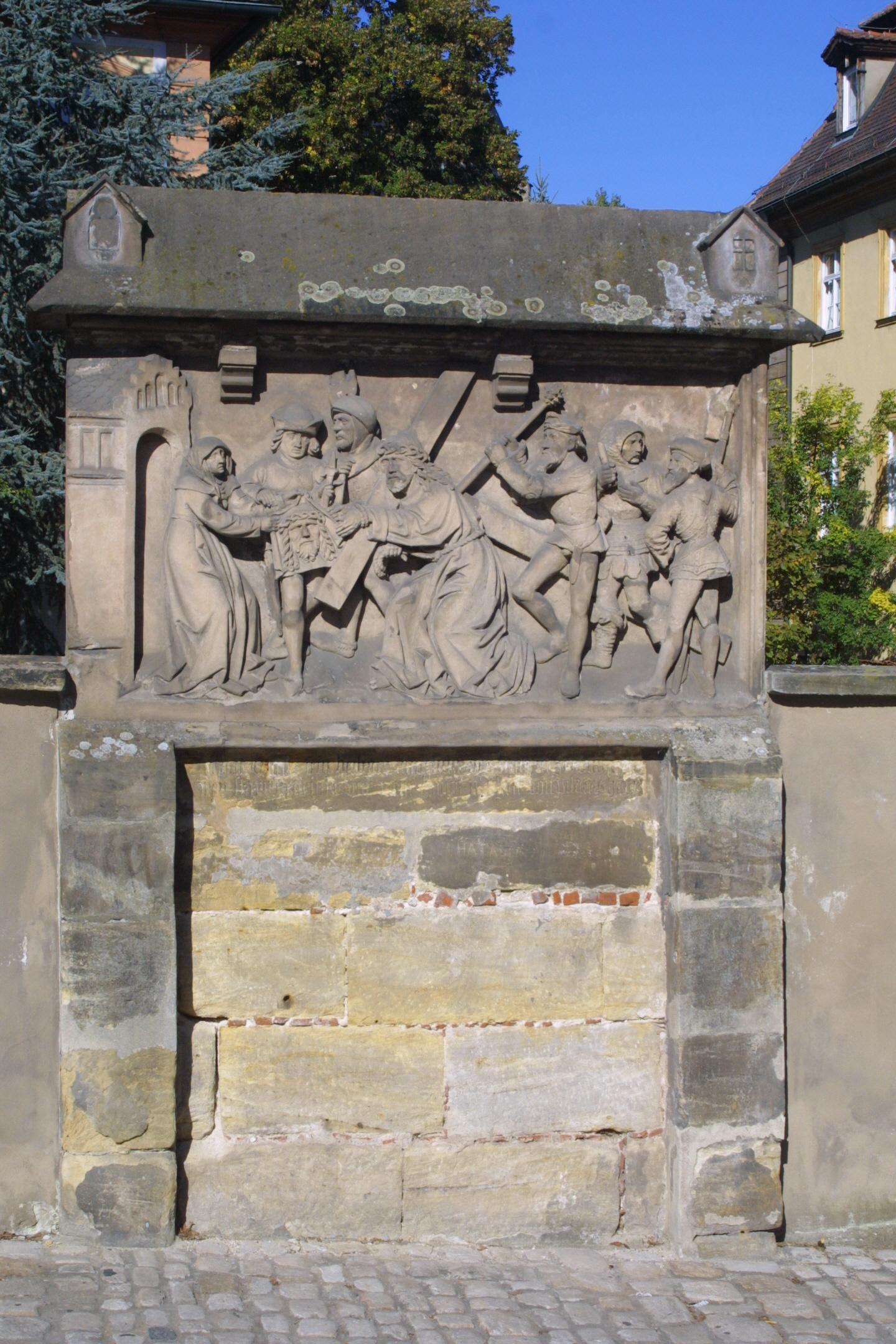
Gesamtansicht
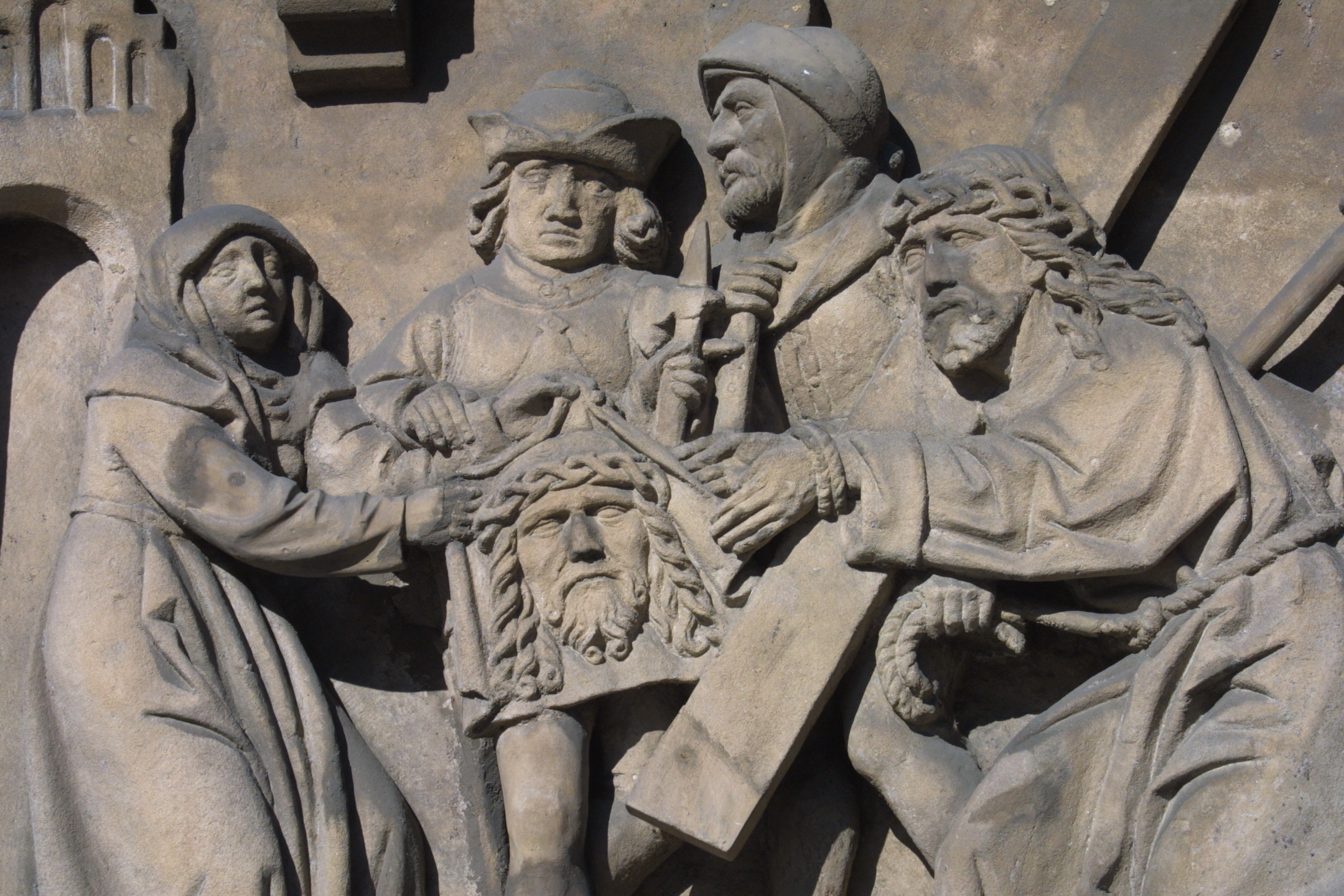
Veronika mit dem Schweißtuch
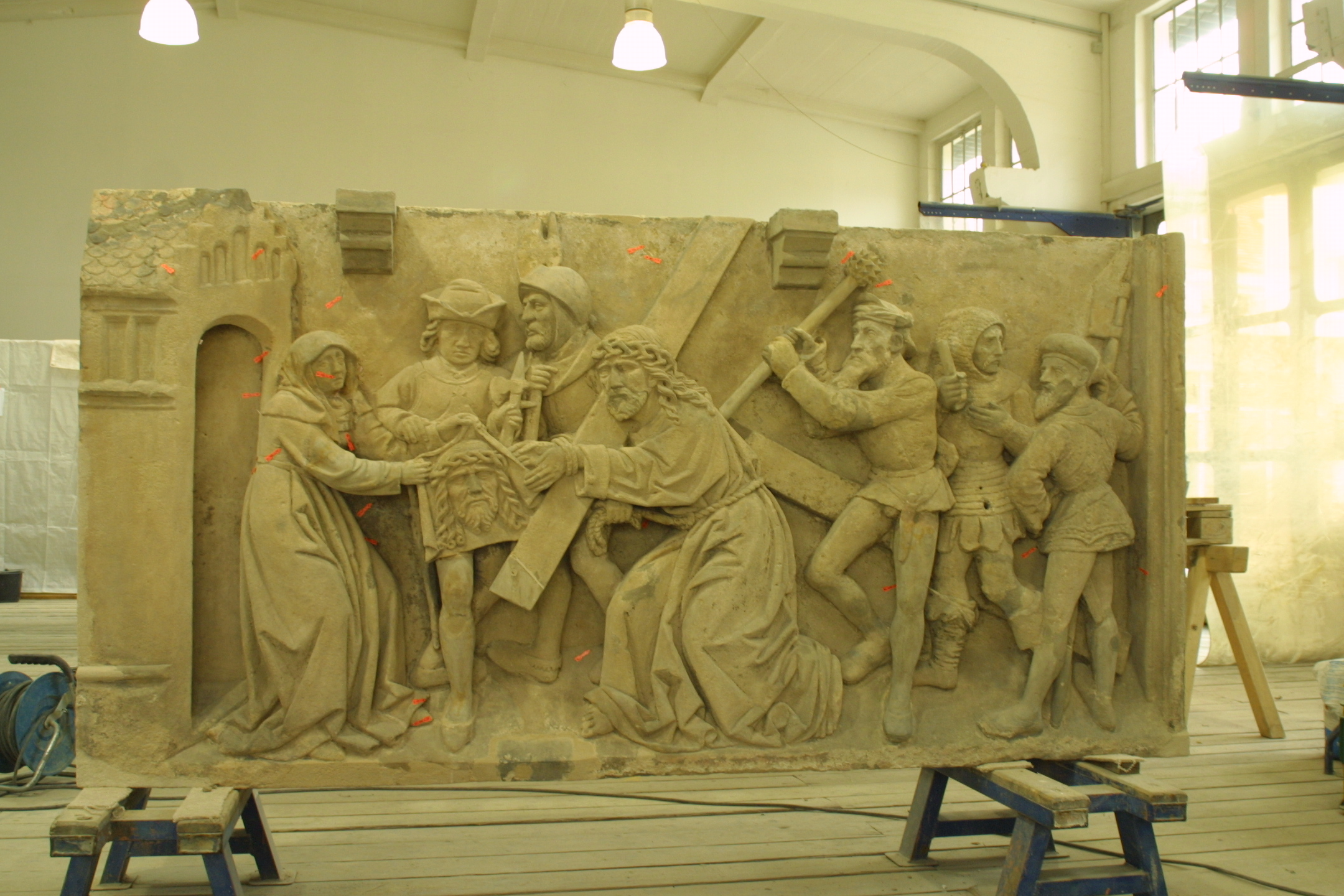
In der Restauratorenwerkstatt

Veronika reicht Jesus das Schweißtuch, auf dem sich der Abdruck seines Antlitzes erhält.
Inschrift:
„Hir hat Cristus sein heiliges angesicht der Frawen Feronica in jren slayr gedrückt vor irem haws. vc schrit von pilatus haws“
Standort: an der Einmündung der Aufseßgasse in den Michelsberg
Die fünfte Station bezieht sich auf die Legende des 4. Jahrhunderts, nach der eine der weinenden Frauen Jesus ein Schweißtuch reichte. Jesus drückte das Tuch an sein Gesicht, und es blieb ein Abdruck seines Antlitzes zurück. Dieses Schweißtuch der Veronika galt im Mittelalter als eine der bedeutendsten Reliquien der Christenheit.

#### 6. Station: Jesus stürzt unter der Last des Kreuzes

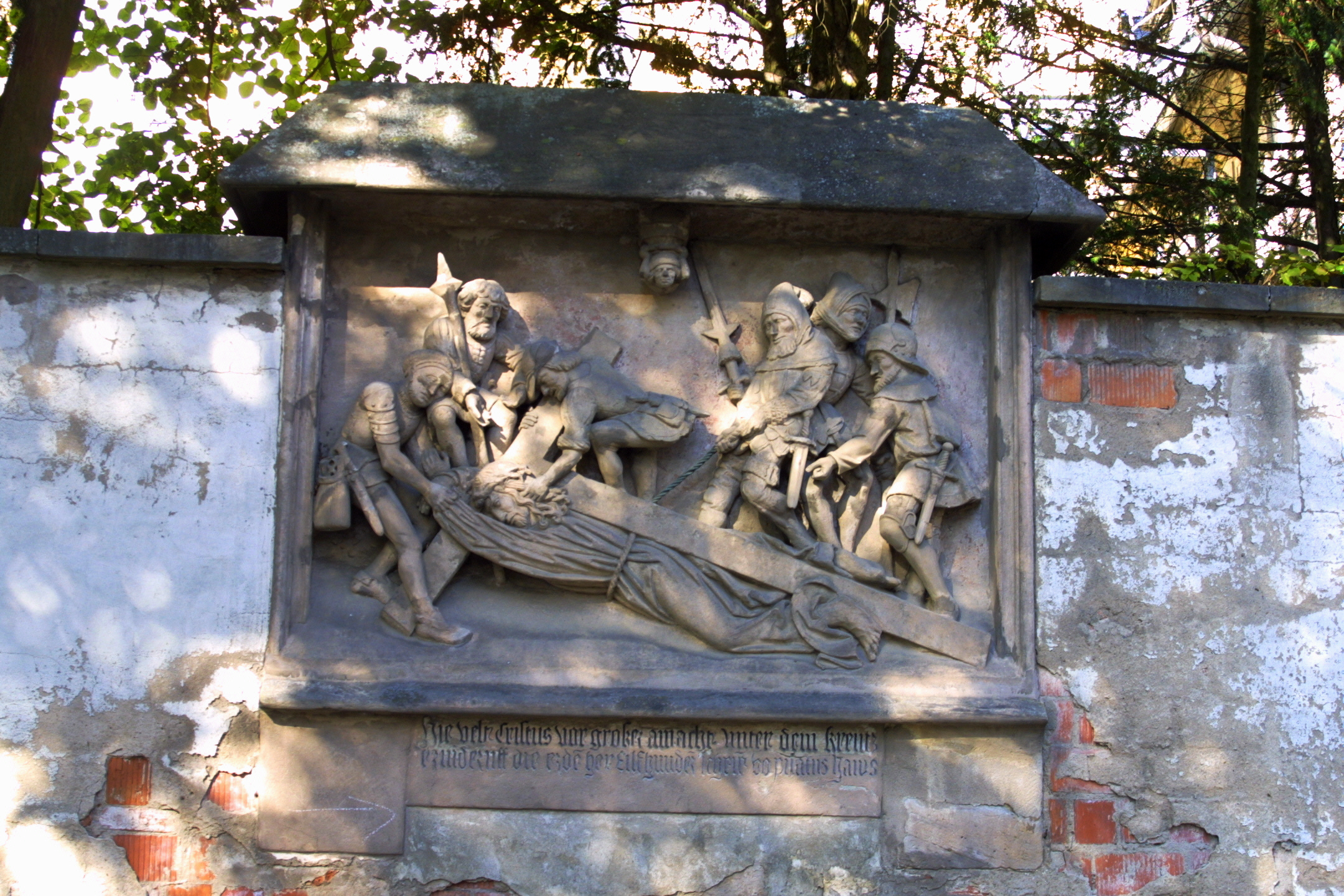
Gesamtansicht
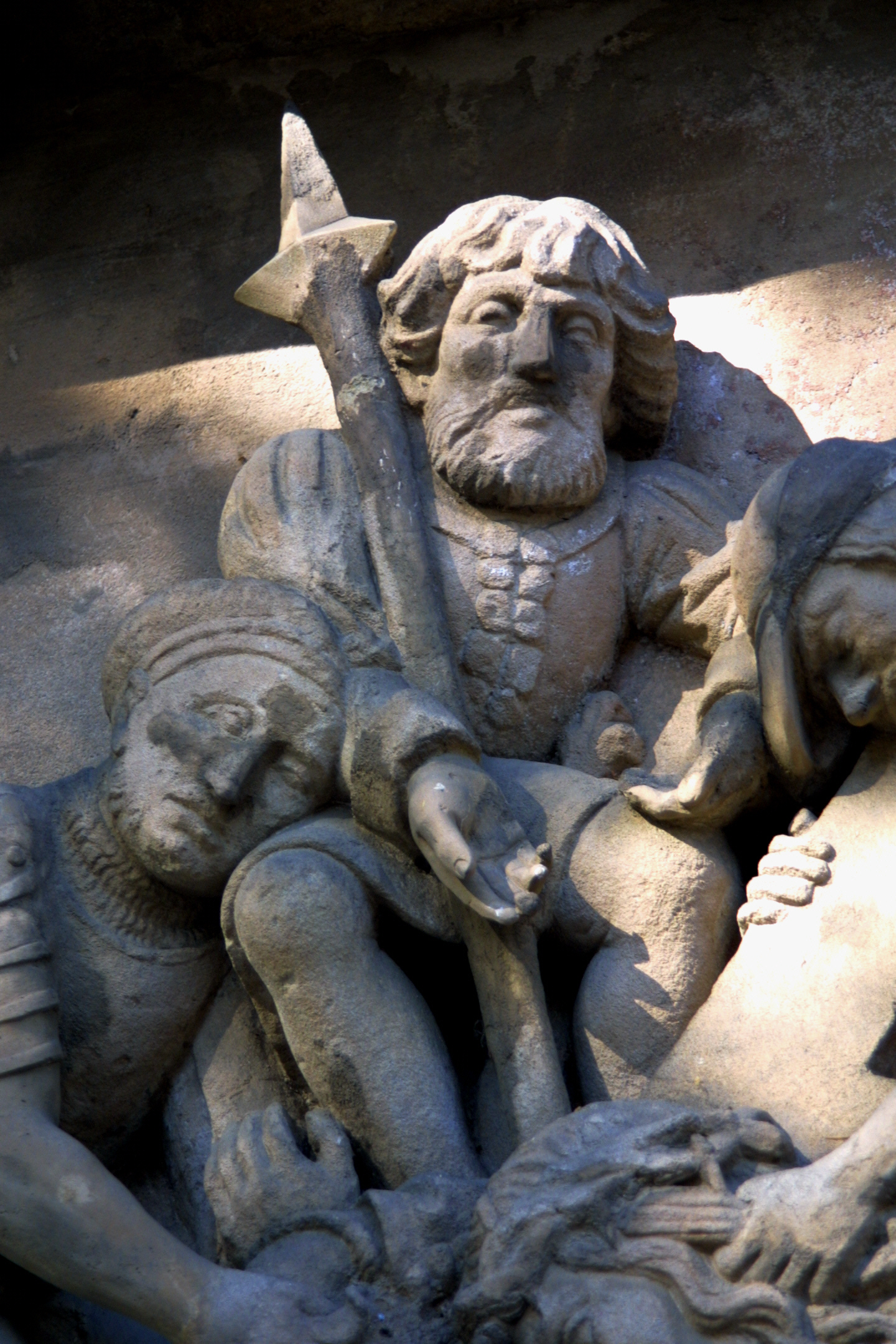
Soldat mit Spieß;(Selbstbildnis des Künstlers?)
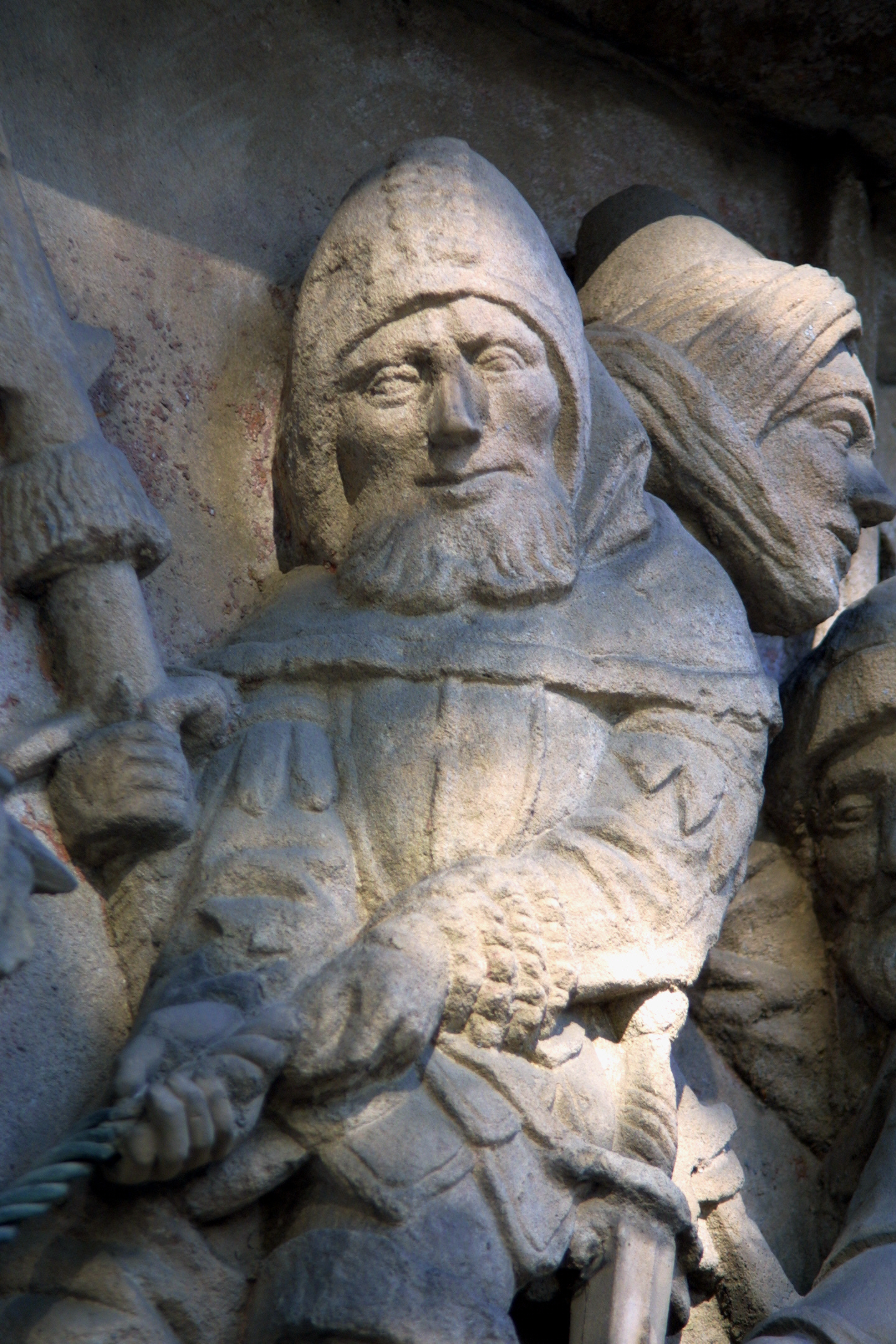
Soldat mit Strick

Inschrift:
„Hie velt Cristus vor großer amacht unter dem kreutz ernider uff die erden her. Eilfhundert schritt vo pilatus haus“
Standort: in St. Getreu (Südwand)
Jesus ist zusammengebrochen und liegt hingestreckt auf dem Boden, während die Schergen versuchen, ihn in unterschiedliche Richtungen zu ziehen.

#### 7. Station: Jesus stirbt am Kreuz

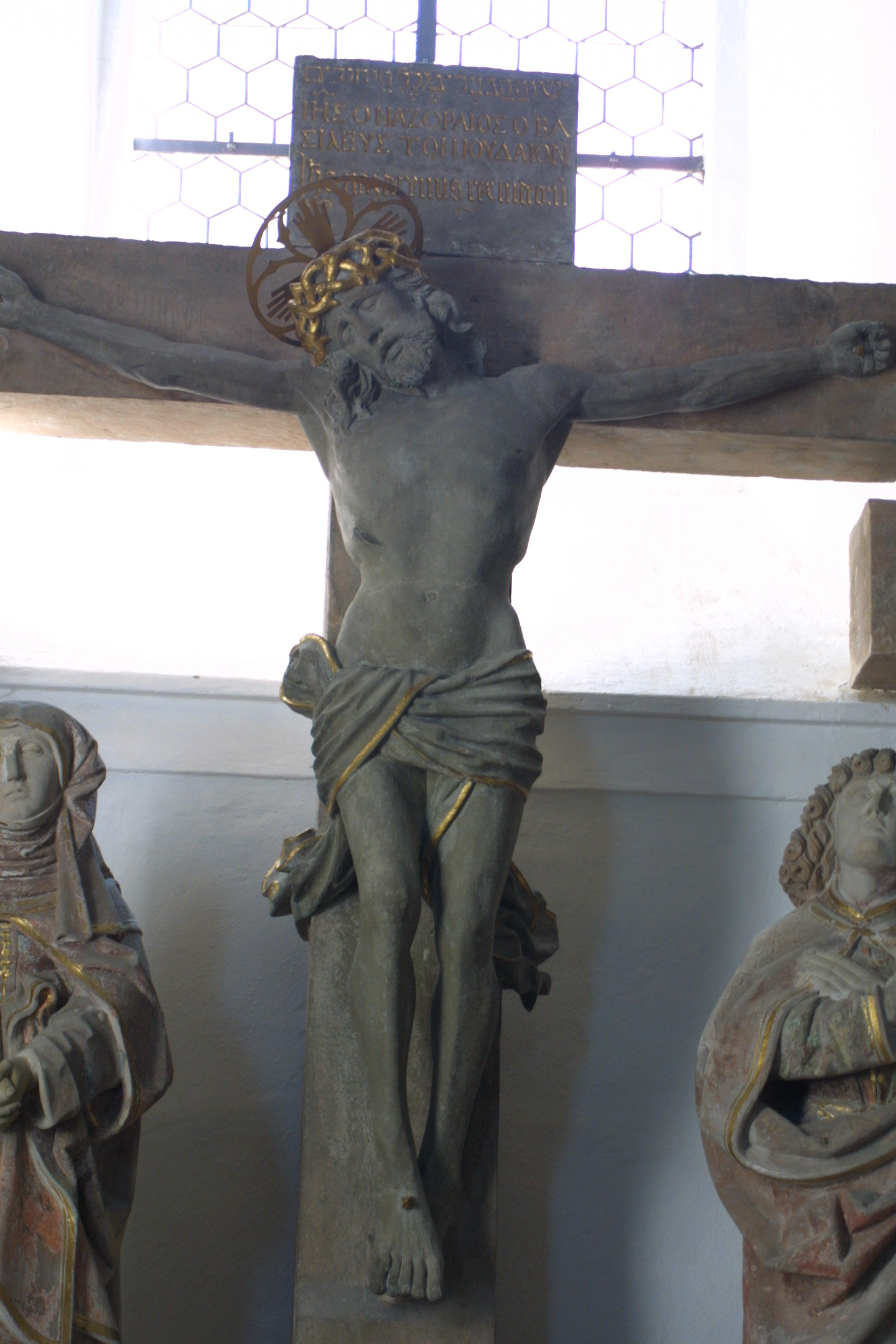
Jesus stirbt am Kreuz
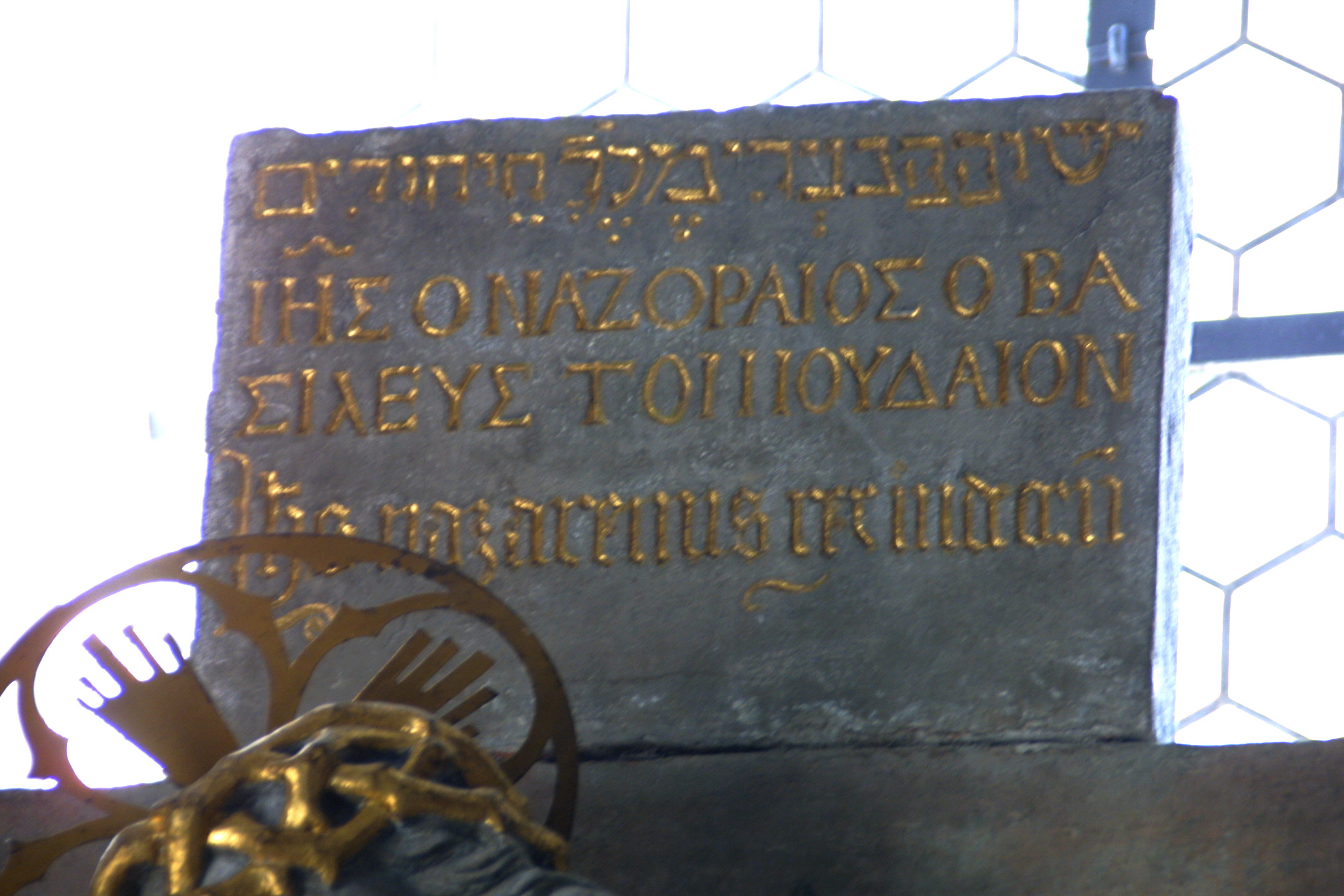
Inschrift am Kreuz
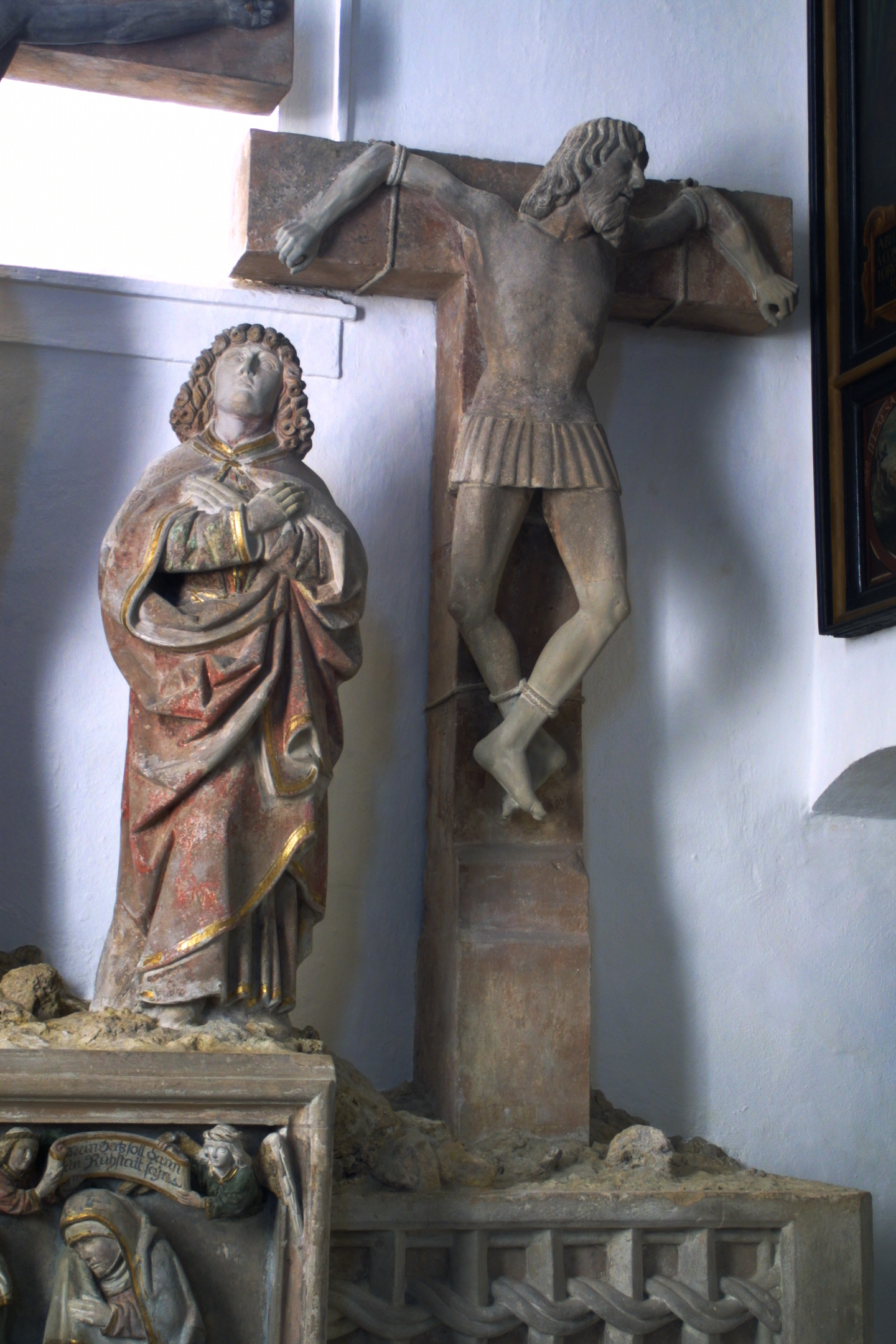
Rechter Schächer

Standort: Mauer des ehemaligen Friedhofes von St. Getreu
Nach dem Johannesevangelium (19,19-22) ließ Pilatus am Kreuz Jesu eine Tafel mit der Inschrift „Jesus von Nazareth, König der Juden“ in Hebräisch, Griechisch und Latein anfertigen. Meist ist auf Kruzifixen nur die lateinische Abkürzung INRI zu finden. Die Kreuzgruppe zeigt die schriftgemäße dreisprachige Tafel. Die hebräische und die griechische Version der Inschrift enthalten allerdings Fehler. Auch in der lateinischen Version Ihs nazarenus rex iudaeorum ist das ae in iudaeorum ausgefallen.
Nach dem Johannesevangelium (19, 25-27) standen bei dem Kreuz Johannes und seine Mutter sowie drei weitere Frauen (die Schwester seiner Mutter, Maria, die Frau des Kleopas, und Maria von Magdala). Das Lukasevangelium berichtet außerdem, dass mit ihm zwei Verbrecher gekreuzigt wurden, von denen der rechte seine Übeltaten bereute, während der andere verstockt blieb.
Die Jahreszahl 1500 am Kreuzesschaft verweist darauf, dass dieser Teil des Kreuzweges schon im Jahr 1500 fertiggestellt war.
Er war Teil des Kreuzweges auf dem Friedhof von St. Getreu, der 1838 aufgelassen wurde und dessen Kreuzgruppe dann in die Kirche versetzt wurde.
Jesus scheint bereits tot zu sein. Der linke Schächer blickt zu Jesus auf, während der rechte sich von Jesus abwendet und sein linkes Bein vor dem rechten hat.

#### 8. Station: Beweinung des toten Jesus

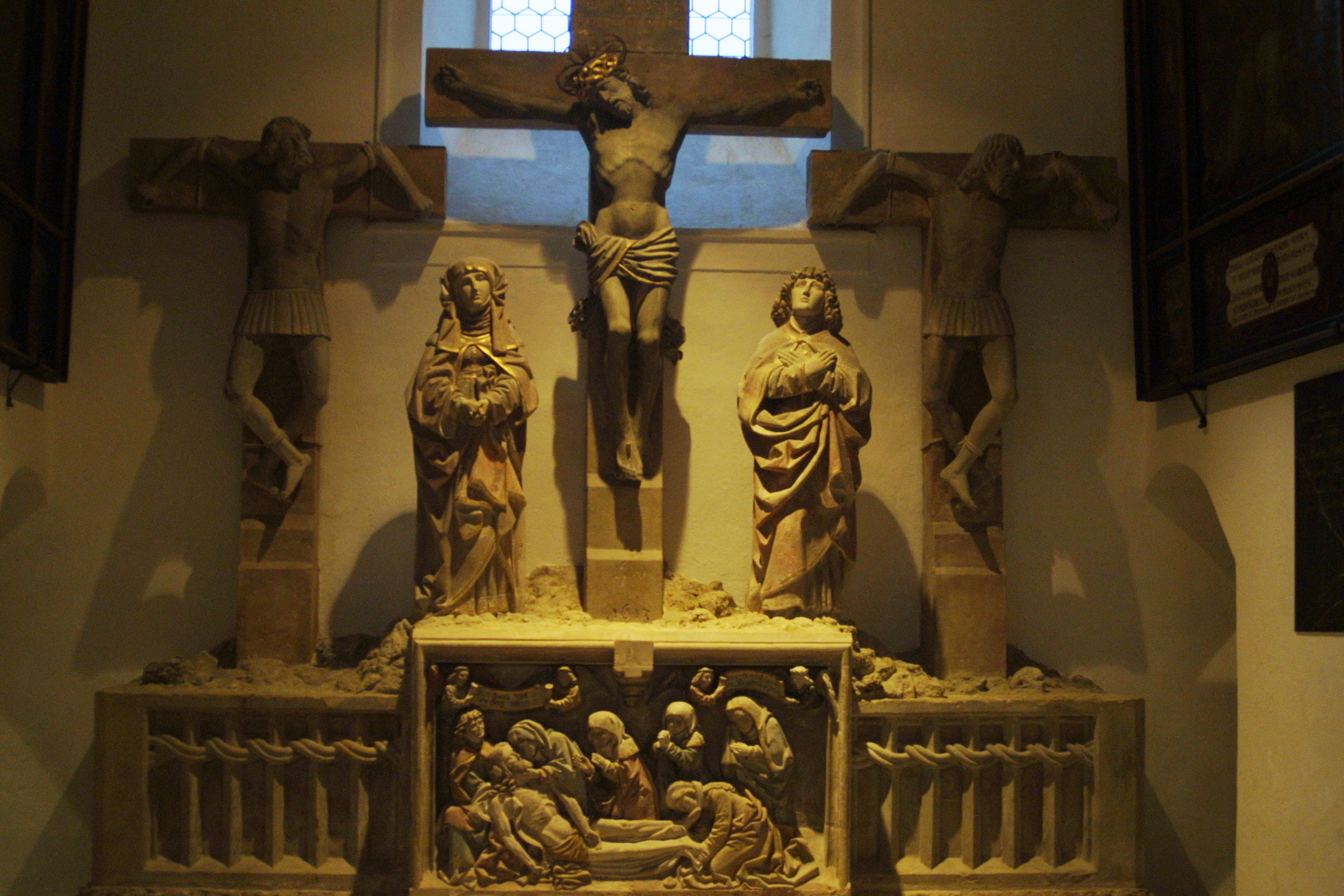
7. und 8. Station
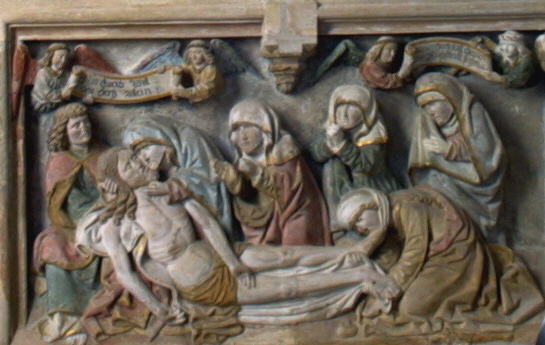
Beweinung Jesu

Inschrift:
„Zum Grab will das Hertz. allein. Mein Hertz soll dann sein Ruhstatt sein.“
Standort: St. Getreu (integriert in die Kreuzigungsgruppe)
Die Beweinung des toten Jesus wird in der Bibel nicht beschrieben, es wird nur von der Abnahme vom Kreuz berichtet. Der Leichnam Jesu wird der knienden Maria in den Schoß gelegt.

#### 9. Station: Jesus wird ins Grab gelegt

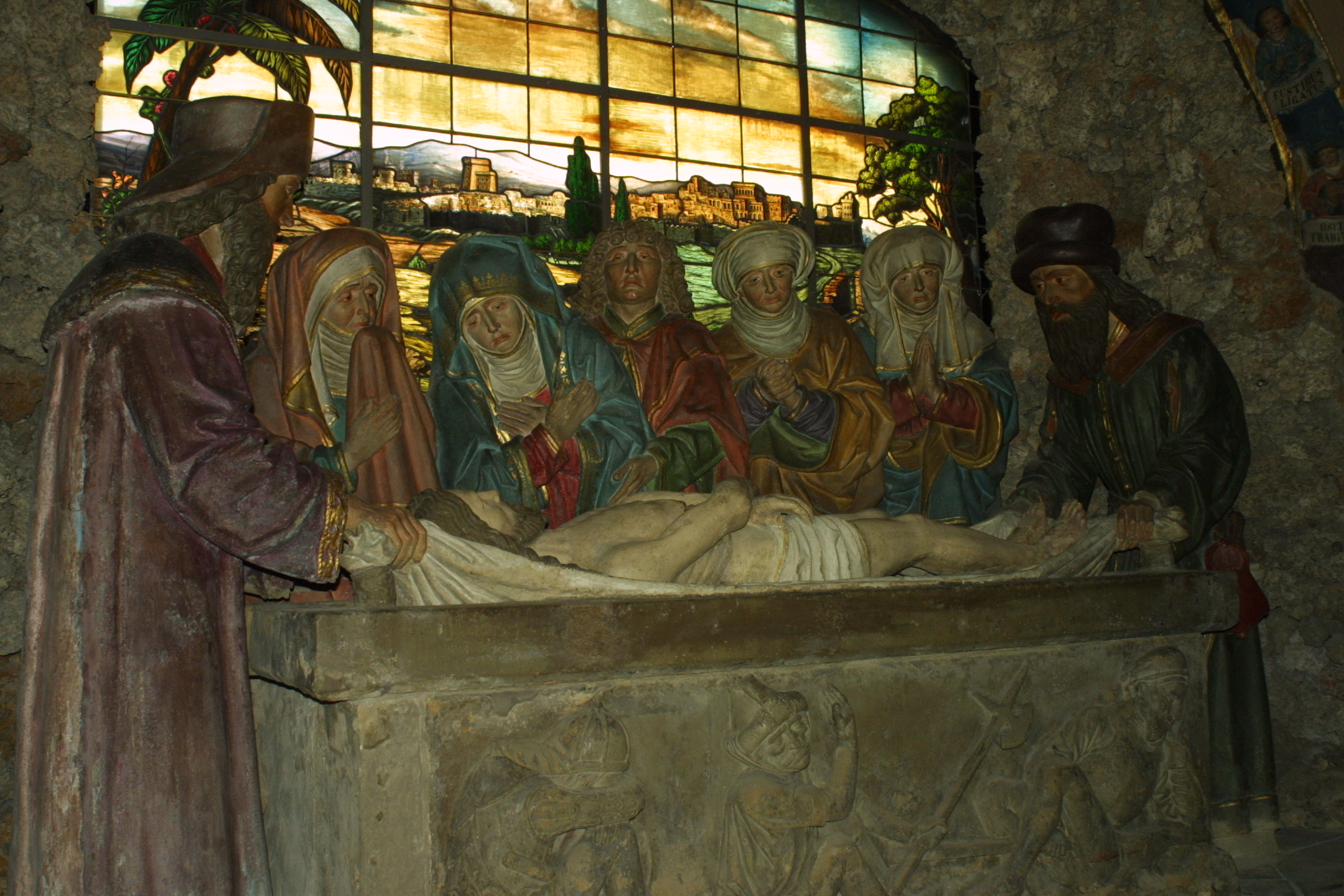
Grablegung
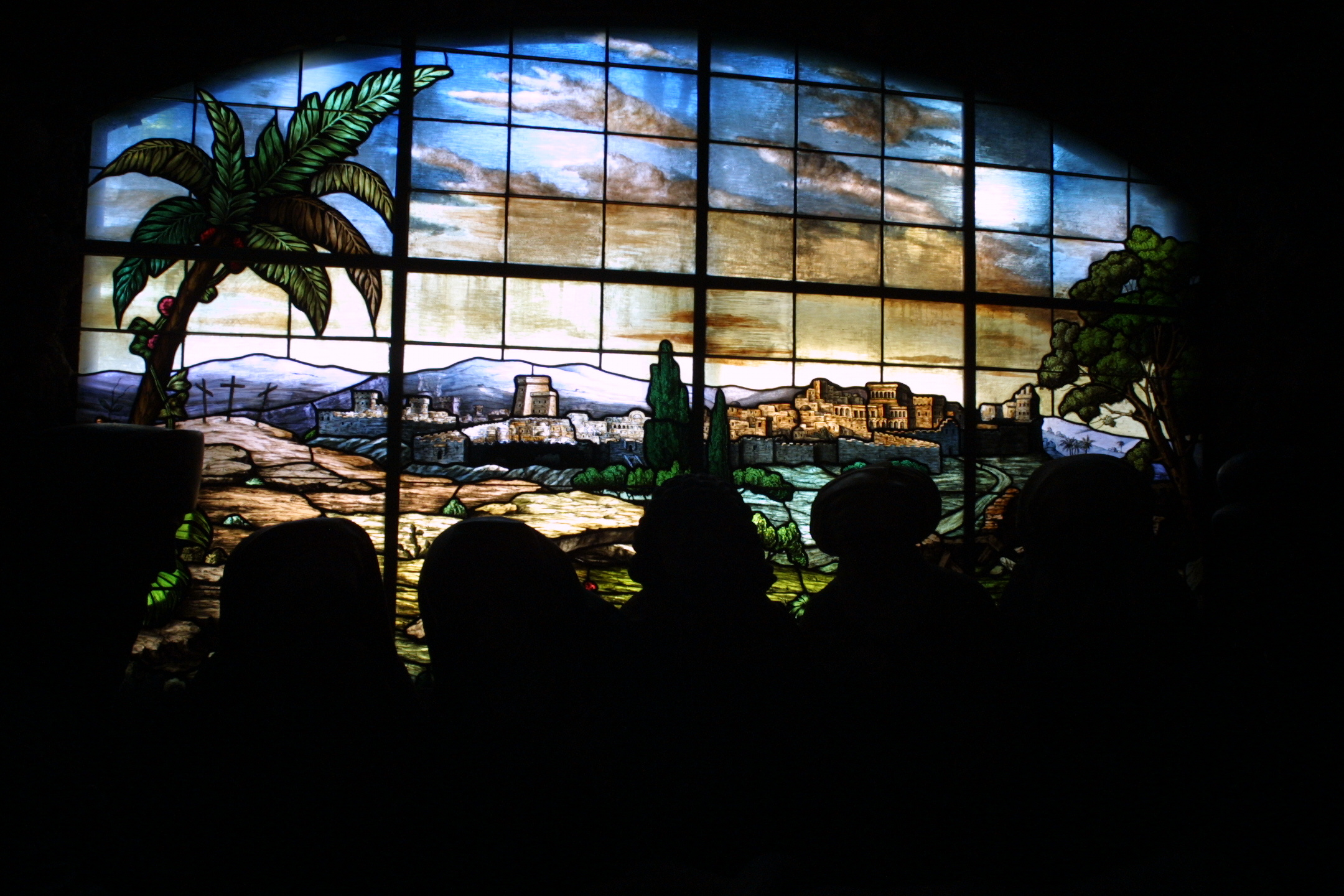
Jerusalem
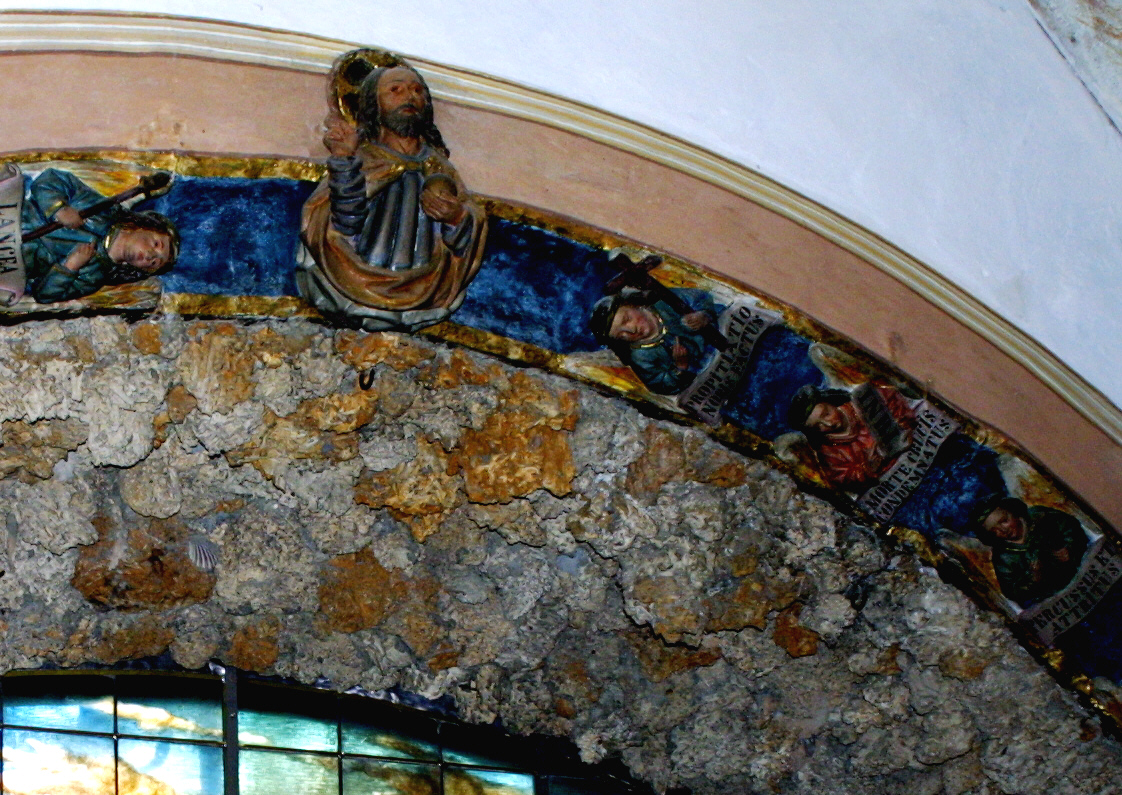
Grabbogen mit Allegorien

Inschrift:
„Nicodemus iustus“ („Nikodemus der Gerechte“; am Mantelsaum des linken Mannes)
Standort: in St. Getreu, hinter dem Kreuzaltar
Josef von Arimathäa und Nikodemus kümmerten sich um die Bestattung Jesu in einem Felsengrab. Nikodemus und Joseph von Arimathäa sind dabei, den Leichnam Jesu in den Sarkophag zu senken. Hinter dem Sarkophag beugt sich Maria über Jesus.
Die Station ist in einem guten Zustand, da sie nie der Witterung ausgesetzt war. Die lateinischen Inschriften erwähnen nach elf Leiden die „propitiatio“, die Versöhnung Gottes mit dem sündigen Menschen.

## Bedeutung
Der Bamberger Kreuzweg ist nicht nur von kunsthistorischer, sondern noch immer von religiöser Bedeutung. So wird er einmal im Jahr von Gläubigen der Dompfarrei betend abgeschritten, womit das Anliegen des Stifters auch nach 500 Jahren noch erfüllt wird.